# Шкурупий, Гео Данилович
Ге́о (Гео́ргий, Юрий) Данилович Шкурупи́й (укр. Ґео (Георгій, Юрій) Данилович Шкурупій; 1903—1937) — украинский писатель, поэт и сценарист, редактор, представитель направления панфутуризм. Один из представителей расстрелянного возрождения.

## Биография
Родился в семье железнодорожника и учительницы в Бендерах, детство провёл во Флорештах, затем в Балте и с 1913 года — в Киеве. По окончании Второй Киевской классической гимназии (1920) учился на медицинском факультете Киевского университета, в Киевском институте внешних сношений. Работал на железной дороге, редактором и сценаристом на кинофабрике, в редакции газеты «Большевик» («Більшовик»).
Арестован в Киеве 3 декабря 1934 года по обвинению в принадлежности к «киевской террористической организации ОУН». Было проведено два судебных заседания военного трибунала, на которых Шкурупий категорически отрицал выдвинутые обвинения и даже подал письменное заявление-жалобу на неправомерные методы следствия. В ней, в частности, сказано: «15/1-35 года я подал заявление на имя следователя НКВД т. Грушевского с указанием на неправильную запись моих показаний с требованием их исправить и присоединить моё заявление к моему делу. Но это не было исполнено. Поэтому прошу суд обратить внимание на это теперь. Показания относительно моих разговоров со знакомыми мне писателями (…) записаны неправильно. Они отредактированы, заполнены по мнению следователя т. Гринера, записаны так, как ему хотелось, и не соответствуют действительности. Мои беседы названы националистическими, как и мои настроения. В действительности же я указывал следователю, что беседы были на литературные, исторические и бытовые темы. Несмотря на неправильную запись показаний следователем, они подписаны мной из-за таких обстоятельств. На протяжении всего периода следствия и, особенно во время допросов, я был подвергнут следователем ужасному моральному давлению… Кроме того, сильная боль в желудке, поскольку у меня язва, и в конец угнетённое состояние из-за угроз следователя привели к состоянию полного отупения, в котором я уже ничего не соображал. Следователь, пользуясь моим положением, принуждал подписывать показания, доводя меня до истерики. Поэтому прошу считать эти мои показания недействительными, поскольку фактически они не мои, а составлены по мнению и желаниям следователя».
После первого суда дело было возвращено на дополнительное расследование. На втором судебном заседании военного трибунала Шкурупий снова доказывает свою невиновность и конкретными аргументами пытается опровергнуть обвинения. Однако 27 апреля 1935 года осуждён на 10 лет исправительно-трудовых лагерей с дальнейшим трёхлетним поражением в политических правах и конфискацией имущества. Наказание отбывал на Соловках. Жену Варвару Базас с сыном Георгием как семью врага народа выселили из Киева.
25 ноября 1937 года «особая тройка» пересмотрела дело Шкурупия и приговорила его к смертной казни. Приговор приведён в исполнение 8 декабря.

## Творчество
В 1920 году дебютировал в литературно-искусствоведческом альманахе «Гроно» прозаическими произведениями «Мы» («Ми») и «В час великих страданий» («В час великих страждань»), а на следующий 1921 год напечатал в альманахе «Вихрь революции» («Вир революції») подборку стихов. Увлечённый авангардным искусством, выступил с теоретическими статьями о футуризме, принимал участие в литературных дискуссиях. Принадлежал к литературным организациям и группировкам «Комкосмос» (Киев, 1921), «Ассоциация панфутуристов» («Асоціація панфутуристів») (Аспанфут; Киев, 1921—1924), «Ассоциация коммунистической культуры» («Асоціація комуністичної культури») (АсКК, Комункульт; Киев/Харьков, 1924—1925), ВАПЛИТЕ (Харьков, 1926—1927), «Новое поколение» («Нова генерація») (Харьков, 1927—1931).
Сочинения Шкурупия печатались в журналах, газетах, альманахах «Пути искусства» («Шляхи мистецтва»), «Глобус», «Семафор в будущее» («Семафор у майбутнє»), «Жизнь и революция» («Життя й революція»), «Новое поколение» («Нова генерація»), «Красный путь» («Червоний шлях»), «Литературная газета» («Літературна газета») и др.
Первые сборники стихотворений — «Психетозы. Витрина третья» (1922) и «Барабан. Витрина вторая» (1923) — написаны в стилистике футуристической поэтики. В них преобладает общественно-политическая тематика, которая в период революционной романтики позитивно воспринималось читателями. Однако увлечение футуризмом прошло у Шкурупия довольно быстро. Уже в 1924 году он высказывается за объединение своей организации с «Гартом», поддерживает группы М. Ялового и О. Слисаренко, которые отошли от группировки М. Семенко.
В 1925 году выходит его сборник «Угольки слов» («Жарини слів»), который засвидетельствовал, что «футуристическая бравада всё больше превращается в неоромантизм — с его странной смесью лирики, сарказма и отблеском трагического». В том же году Шкурупий дебютирует в качестве прозаика. Его книгу остросюжетных рассказов «Победитель дракона» А. Белецкий назвал интересным явлением в нашей беллетристике: «сборник разнообразный, талантливый», хотя чрезмерно залитературенный. Другие сборники его рассказов: «Приключения машиниста Хорна» (1925), «Монгольские рассказы» (1930). Сборники стихов: «Море» (1927), «Для друзей-поэтов — современников вечности» (1929), поэма «Зима 1930 года» (1934); романы: «Двери в день» (1929), «Жанна-батальонерка» (1930), «Мисс Адриена» (1934).
В 1930 году Шкурупий возглавляет киевский филиал «Нового поколения» и становится редактором его печатного органа — «Авангарда-альманаха пролетарских писателей Н. Г.» («Авангард-альманах пролетарських митців Н. Г.») (вышло два номера). На страницах этого журнала впервые были напечатаны киносценарий А. Довженко «Земля», репортаж О. Влызько «Поезда идут на Берлин» («Поїзди їдуть на Берлін»), стихи И. Маловичка, П. Мельника, Ю. Палийчука, статьи К. Малевича, М. Умакова и др.
Участник сборника «Встреча на перекрёстной станции. Разговор трёх. Михайль Семенко, Гео Шкурупий, Микола Бажан» («Зустріч на перехресній станції. Розмова трьох. Михайль Семенко, Гео Шкурупій, Микола Бажан») (Киев, 1927), составитель (вместе с М. Бажаном) и автор предисловия к «Ленинскому декламатору» («Ленінський декламатор») (Киев, 1925).

## Издания
- Психетозы. Витрина третья / Психетози. Вітрина третя. Киев, 1922.
- Барабан. Витрина вторая / Барабан. Вітрина друга. Киев, 1923.
- Угольки слов (Избранные стихи) / Жарини слів (Вибрані поезії). Харьков, 1925.
- Победитель дракона / Переможець дракона. Харьков, 1925; 2-е изд.: Харьков-Киев, 1929.
- Приключения машиниста Хорна / Пригоди машиніста Хорна. Харьков, 1925.
- Штаб смерти. Киев, 1926.
- Январское восстание. Победитель дракона / Січневе повстання. Переможець дракона. Киев, 1928.
- Для друзей-поэтов, современников вечности / Для друзів-поетів, сучасників вічности. Харьков, 1929.
- Двери в день / Двері в день. Харьков, 1929; 2-е изд.: Харьков-Киев, 1931; рус. пер.: Двери в день. М.—Л., 1930.
- Патетическая ночь. «Нарком» / Патетична ніч. «Нарком». Харьков, 1929; рус. пер.: «Нарком». Харьков, 1930.
- Страшное мгновение / Страшна мить. Харьков, 1929; 2-е изд.: Харьков-Одесса, 1930.
- Разрушенный плен. Луна с ружьём / Зруйнований полон. Місяць з рушницею. Харьков-Одесса, 1930.
- Жанна-батальонерка. Харьков-Киев, 1930.
- Божественная комедия (Памфлеты) / Божественна комедія (Памфлети). Харьков-Киев, 1931.
- Новеллы нашего времени. Проза. Т. I. / Новелі нашого часу. Проза. Т. І. Харьков-Киев, 1931.
- Монгольские рассказы / Монгольські оповідання. Харьков, 1932.
- Зима 1930 года. Фрагментарные рисунки, выполненные стихами и прозой / Зима 1930 року. Фрагментарні малюнки, виконані віршами та прозою. Харьков-Киев, 1933.
- Мисс Адриена / Міс Адрієна. Харьков, 1934.
- Двери в день. Избранное / Двері в день: Вибране. Киев, 1968.
- Избранные произведения / Вибрані твори. Киев, 2013.

## Кинематографическая деятельность
Работал редактором на киностудиях Одессы и Киева (ленты: «Тьма» («Темрява»), 1927; «Приключения Полтинника» («Пригоди Полтинника»), 1928; «Донос» («Наговір»), 1928, также автор текстов).
По сценариям Г. Шкурупия поставлены фильмы: «Синий пакет» (1926, в соавт.) и «Спартак» (1926, в соавт.).